# Contea di Monroe (Florida)
La contea di Monroe (in inglese Monroe County) è una contea della Florida, negli Stati Uniti, ed include le isole denominate Florida Keys. Il suo capoluogo amministrativo è Key West.
È la contea più meridionale dei 48 Stati contigui degli Stati Uniti (esclusi quindi Hawaii e Alaska).

## Geografia fisica
La contea ha un'area di 9679 km² di cui il 73,32% è coperta d'acqua. Praticamente quasi tutta la popolazione della contea (il 99,9%) vive sulle isole dell'arcipelago delle Florida Keys. La parte della contea che si trova sulla terraferma è coperta per 2/3 da due parchi nazionali, la Riserva nazionale di Big Cypress ed il Parco nazionale delle Everglades. Si può dire che è praticamente disabitata, soprattutto se teniamo conto che quest'area rappresenta l'86,9% del territorio della contea ma solo 0,07% della popolazione della stessa. Tra la terraferma e le Florida Keys si trova la Florida Bay, anch'essa area protetta. La contea confina con:
- Contea di Collier - nord
- Contea di Miami-Dade - nord-est

## Storia
La Contea di Monroe fu creata nel 1823 e deve il suo nome a James Monroe, il quinto presidente degli USA che fu in carica dal 1817 al 1825.

## Città principali

Mappa della Contea di Monroe - I numeri corrispondono alle città elencate sulla sinistra

### Municipalità
1. Key West
2. Marathon
3. Key Colony Beach
4. Layton
5. Islamorada

### Aree non incorporate
a. Stock Island
b. Big Coppitt Key
c. Cudjoe Key
d. Big Pine Key
e. Duck Key
f. Tavernier
g. Key Largo
h. North Key Largo
i. Flamingo
j. Bay Point
k. Sugarloaf Shores

## Parchi ed aree protette
l. Marquesas Keys
m. Bahia Honda State Park
n. Everglades National Park
- Big Cypress National Preserve
- Dry Tortugas National Park
- John Pennekamp Coral Reef State Park

## Politica
| Anno | Repubblicani | Democratici | Altri |
| ---- | ------------ | ----------- | ----- |
| 2016 | 51%          | 44,1%       | 4,9%  |
| 2012 | 49,1%        | 49,6%       | 1,3%  |
| 2008 | 46,9%        | 51,8%       | 1,3%  |
| 2004 | 49,2%        | 49,7%       | 1,1%  |
| 2000 | 47,4%        | 48,6%       | 4%    |
| 1996 | 37,1%        | 46,9%       | 16%   |
| 1992 | 34,4%        | 36,3%       | 29,3% |
| 1988 | 60,3%        | 38,5%       | 1,2%  |